# Alexandria (África do Sul)

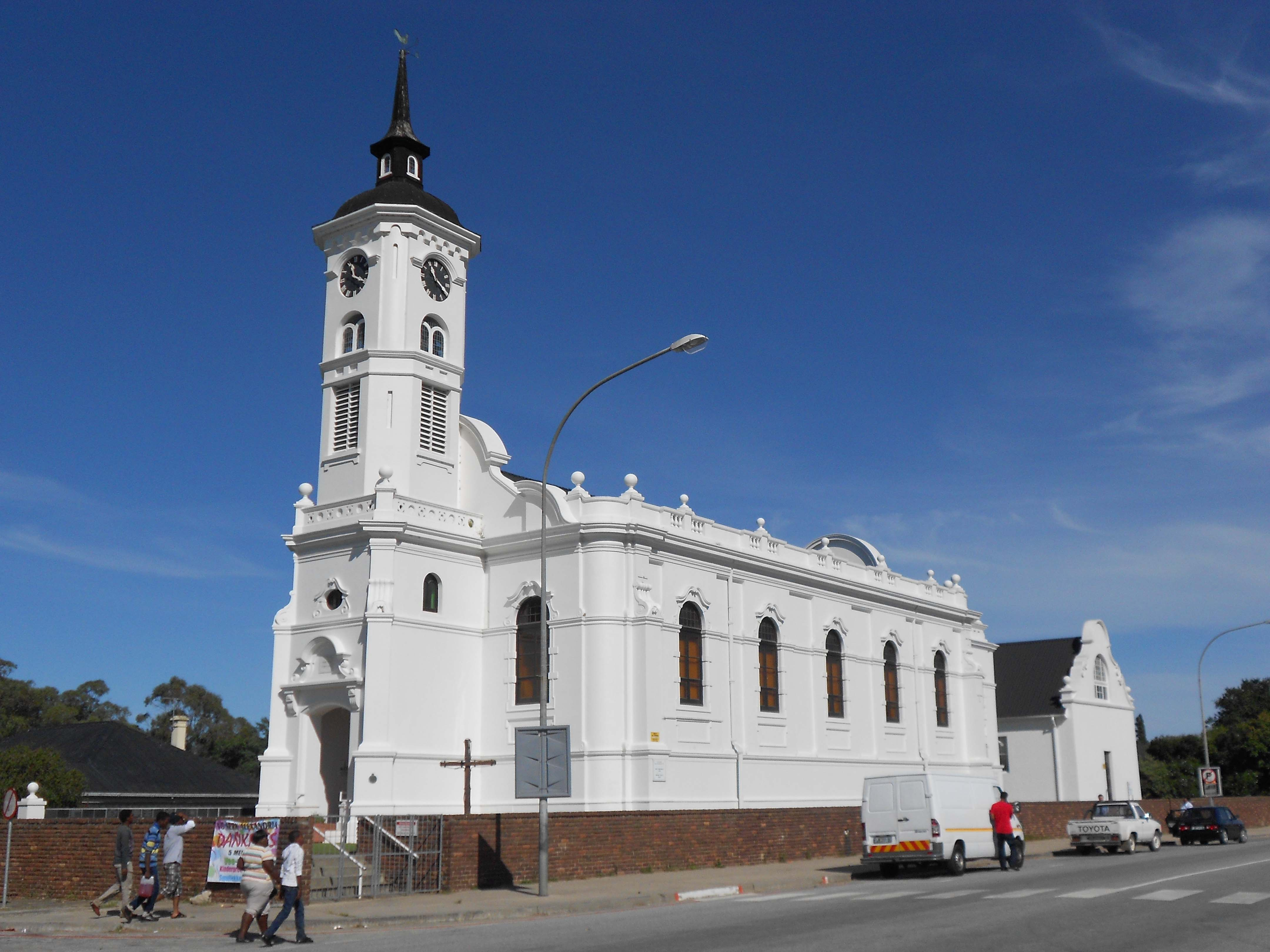
Igreja de Alexandria

Alexandria é uma pequena cidade agrícola no Cabo Oriental da África do Sul e está situada a 100 km a nordeste de Gqeberha, no Cabo Oriental, a caminho de Bushman's River Mouth, Kenton-on-Sea e Port Alfred. Alexandria faz parte do Município Local de Ndlambe no Município Distrital de Sarah Baartman do Cabo Oriental.
Pode ter sido estabelecida pelo governo colonial holandês no final do século XVIII, mas foi nomeada Alexandria em 1856 em homenagem ao reverendo Alexander Smith. Tem um clima temperado quente e é incomum na África Austral por não ter uma estação seca ou chuvosa distinta, com chuvas recebidas durante todo o ano. Tem uma área de 3,66 km², com uma população de 3.375 pessoas.
Alexandria é uma das áreas produtoras de chicória mais importantes da África do Sul e também é conhecida pela produção de abacaxi e pecuária leiteira. A área de Alexandria também inclui a Floresta Estadual de Alexandria, conhecida como Langebos pelos habitantes locais, que é um trecho estreito de floresta indígena intocada que faz fronteira com o campo de dunas de Alexandria, um dos maiores campos de dunas ativas do mundo. A Reserva Natural Woody Cape, que se estende desde a foz do rio Sundays até a foz do rio Bushman e inclui o campo de dunas e a floresta indígena, foi incorporada ao Parque Nacional Addo Elephant .